# Grammatica van het Estisch
Het Estisch is de officiële taal van Estland. De grammatica van het Estisch beschrijft de klankleer, vormleer en zinsleer van deze Europese taal.
De grammatica van het Estisch wijkt sterk af van die van de meeste Europese talen, waaraan de Estische taal dan ook niet verwant is; het Estisch is geen Indo-Europese, maar een Finoegrische taal. De Estische grammatica heeft veel gemeen met die van het Fins en die van andere Finoegrische talen, zoals het Hongaars en het Samisch. Het Estisch maakt veel gebruik van achtervoegsels, die de rol van de Nederlandse voorzetsels hebben, en lijkt daarin dus ook veel op het Turks, ook al is het Estisch niet aan het Turks verwant. 

## Typologie
Typologisch is het Estisch een agglutinerende taal: grammaticale informatie wordt door duidelijk herkenbare morfemen uitgedrukt en die morfemen hebben in principe steeds één betekenis. Het woord maja, “huis”, wordt zo in het meervoud majad (maja-d), en dit meervoudsmorfeem blijft herkenbaar in de naamvallen, bijvoorbeeld inessief majas, (“in het huis”, enkelvoud) naast majades (“in de huizen”, meervoud). De kenletter -s- van deze naamval is op zijn beurt ook in beide vormen herkenbaar. Dit is anders in het Lets, de Indo-Europese taal van Estlands zuidelijke buurland Letland, waar deze vier woorden achtereenvolgens als māja, mājā, mājas en mājās worden vertaald: de uitgangen verschillen ook hier, maar zijn moeilijker als opeenvolgingen van twee morfemen op te vatten. Het Letse woord is overigens wel aan een Finoegrische taal ontleend en dus uiterlijk aan het Estische gelijk.
Het Estisch wordt dus doorgaans getypeerd als een agglutinerende taal, hoewel het zich wel in de richting van een flecterende taal lijkt te ontwikkelen: uitgangen versmelten soms en stammen kunnen vrij radicaal van vorm veranderen (de genitief van tuba, “kamer”, is zo toa). Deze ontwikkeling zien we ook terug in het Fins en het Samisch, maar veel minder in het Hongaars en het (niet-verwante) Turks, andere Europese agglutinerende talen.  

### Het Estisch als Finoegrische taal
Binnen zijn taalfamilie, die van de Fins-Oegrische talen, neemt het Estisch een eigen plaats in doordat het de klinkerharmonie, zo typisch voor het Hongaars, het Fins en de meeste andere verwante talen, heeft afgeschaft. Waar in het Fins alle klinkers in een zeker woord tot dezelfde klasse moeten horen (voorklinkers of achterklinkers), daar kunnen in Estische woorden beide soorten klinkers moeiteloos in hetzelfde woord voorkomen, net zoals in het Nederlands. De zuidelijke dialecten van het Estisch, die soms wel als een aparte taal worden gezien (Võro), hebben de klinkerharmonie wel bewaard. 
Een eigenaardigheid van het Estisch die de taal niet alleen van de andere Finoegrische talen, maar ook van de andere Europese talen onderscheidt is het voorkomen van drie klinkerlengtes en, daarmee samenhangend, drie medeklinkerlengtes. Het Estisch onderscheidt dus behalve korte en lange klinkers ook overlange klinkers, en medeklinkers kunnen eveneens overlang zijn. Dit uitzonderlijke verschijnsel komt verder voor in een aantal Nederduitse dialecten en is mogelijk een gezamenlijke ontwikkeling van het Nederduits en het Estisch geweest, een gevolg van het intensieve taalcontact tussen deze twee talen.
Het Estisch is zeer nauw verwant aan het Fins, en dan met name aan de Finse spreektaal, met haar typische verkortingen en grammaticale vereenvoudigingen. Tot op zekere hoogte kunnen Esten Finnen dan ook verstaan. Dit is zeer zeker niet het geval bij het Hongaars, dat zich tot Estisch en Fins verhoudt als pakweg Roemeens tot Nederlands. Met een aantal kleinere Fins-Oegrische talen, zoals het Lijfs en het Wepsisch, is het Estisch nauwer verwant, het vormt met deze kleine talen en de Finse taal de groep van de Oostzeefinse talen. Het Estisch is, ondanks het kleine aantal sprekers (slechts 1,2 miljoen), overigens de op twee na grootste Fins-Oegrische taal, alleen het Fins en het Hongaars zijn groter.

## Klankleer
Het Estisch heeft een relatief klein aantal basisklanken, waarmee echter een zeer groot aantal morfemen kan worden gevormd, en wel door drie processen toe te passen:
- Verlenging (bij klinkers en medeklinkers)
- Diftongering (bij klinkers)
- Palatalisering (bij sommige medeklinkers)

Op deze manier kunnen er op basis van negen basisklinkers uiteindelijk 99 verschillende klinkerfonemen worden gevormd (hoewel die niet allemaal gebruikelijk zijn). De vele diftongen en de mogelijkheid, gewone klinkers op drie lengtes uit te spreken (kort, lang, overlang) en de diftongen met twee (lang en overlang) maakt een dergelijke klinkerrijkdom mogelijk. Ook bij de medeklinkers is de rijkdom groot.

### Klinkers
Het Estisch heeft negen basisklinkers, te weten < a > (fonetisch /a/), < e > (/e/), < i > (/i/), < o > (/o/), < u > (/u/), < õ > (/ɤ/), < ö > (/ø/) en < ü > (/y/). Van deze klanken komt alleen de õ niet in het Nederlands voor, deze klank wordt uitgesproken als een “glimlachende oo”, dus een o zonder lipronding.
Elke basisklinker kan kort, lang en overlang kunnen zijn, zodat er dus 27 fonemen kunnen worden gevormd. Let wel dat deze lange klanken steeds met dezelfde basisklinker worden gevormd, een lange ee  is dus weliswaar langer dan de korte e, de articulatie verschilt niet. In het Nederlands is de korte < e > van “schep” ook echt een andere klank dan de lange van “schepen”, dat verschil moet in het Estisch niet worden gemaakt.
Naast deze basisklinkers staan 36 tweeklanken die lang of overlang kunnen zijn (niet kort), waarmee het aantal mogelijke klinkerfonemen als gezegd op 99 zou komen, hoewel een aantal van deze diftongen erg ongebruikelijk zijn, of bijvoorbeeld alleen in een aantal dialecten voorkomen.
In een tabel weergegeven zien de lange klinkers en diftongen er zo uit:
|   | a    | e    | i  | o    | u    | õ  | ä  | ö  | ü  |
| - | ---- | ---- | -- | ---- | ---- | -- | -- | -- | -- |
| a | aa   | ae   | ai | ao   | au   |    |    |    |    |
| e | ea   | ee   | ei | eo   | (eu) |    |    |    |    |
| i | (ia) | (ie) | ii | (io) | iu   |    |    |    |    |
| o | oa   | oe   | oi | oo   | ou   |    |    |    |    |
| u | (ua) | (ue) | ui | (uo) | uu   |    |    |    |    |
| õ | õa   | õe   | õi | õo   | õu   | õõ |    |    |    |
| ä |      | äe   | äi | äo   | äu   |    | ää |    |    |
| ö | öa   | öe   | öi |      |      |    |    | öö |    |
| ü | (üa) | (üe) | üi | (üo) |      |    |    |    | üü |

Een aantal opmerkingen:
- De diftongen die tussen haakjes zijn weergegeven worden meestal niet tot de standaardtaal gerekend, ze komen in een aantal dialecten voor.
- De klanken õ, ä, ö en ü kunnen niet het tweede deel van een diftong zijn.
- De klinkers in een diftong worden steeds vol uitgesproken, de diftong ei is dus echt een overgang van /e/ naar /i/, het is geen ei zoals in het Nederlands.

Deze lange klinkers en diftongen kunnen ook overlang worden uitgesproken. Dit wordt in de spelling niet aangegeven.

### Medeklinkers
De Estische medeklinkers kunnen net als de klinkers kort, lang of overlang zijn, met uitzondering van de halfklinker v. Daarnaast kunnen de tandmedeklinkers t, l, n en s ook palataal uitgesproken worden, dus tegen het verhemelte, zodat er een j-klank te horen is (“tj”, “lj”, “nj”, “sj”). Er zijn maar vier echte stemhebbende medeklinkers, namelijk r, l, j en v; verder komen in leenwoorden ook z en ž voor. De overige medeklinkers zijn ofwel stemloos, of nasaal.
In onderstaande tabel zijn de korte medeklinkers weergegeven (met tussen de < haakjes > de gebruikte spelling, dus het grafeem).
|             | Labiaal | Alveolaar | Alveolaar | Velaar  | Glottaal |
| hard        | Labiaal | zacht     |           | Velaar  | Glottaal |
| ----------- | ------- | --------- | --------- | ------- | -------- |
| Nasaal      | m < m > | n < n >   | nʲ < n >  | ŋ < n > |          |
| Occlusief   | p < b > | t < d >   | tʲ < d >  | k < g > |          |
| Fricatief   |         | s < s >   | sʲ < s >  |         | h < h >  |
| Approximant | ʋ < v > | l < l >   | lʲ < l >  | j < j > |          |
| Vibrant     |         | r         |           |         |          |

In onderstaande tabel zijn de lange medeklinkers weergegeven. Alleen deze medeklinkers kunnen ook overlang worden uitgesproken.
|             | Labiaal   | Alveolaar | Alveolaar  | Palataal  | Velaar   | Glottaal  |
| hard        | Labiaal   | zacht     |            | Palataal  | Velaar   | Glottaal  |
| ----------- | --------- | --------- | ---------- | --------- | -------- | --------- |
| Nasaal      | mː < mm > | nː < nn > | nːʲ < nn > |           |          |           |
| Occlusief   | p: < p >  | t: < t >  | tʲ: < t >  |           | k: < k > |           |
| Fricatief   |           | sː < ss > | sːʲ < ss > |           |          | h. < hh > |
| Approximant |           | lː < ll > | lːʲ < ll > | jː < jj > |          |           |
| Vibrant     |           | rː < rr > |            |           |          |           |

Een aantal zaken dienen te worden opgemerkt:
- De medeklinkers f, š, z en ž komen alleen in leenwoorden voor. Ze ontbreken in dit overzicht derhalve.
- De stemloze medeklinkers /p/, /t/ en /k/ worden op twee manieren gespeld, namelijk als < b >, < d > en < g > als ze kort zijn en als < p >, < t > en < k > als ze lang zijn. Hierdoor is het mogelijk de overlengte aan te geven door verdubbeling, nl. < pp >, < tt > en < kk >, wat bij de andere overlange medeklinkers niet gebeurt. De lengte van een dubbele < mm > (lang of overlang) is dus niet noodzakelijk gelijk aan die van < tt > (altijd overlang).
- De spelling < b >, < d > en < g > betekent dus niet dat /p/, /t/ en /k/ hier stemhebbend zijn. Alleen in leenwoorden is een stemhebbende uitspraak mogelijk.
- De palatale uitspraak van < d >, < t >, < s >, < ss >, < l > en < ll > wordt niet in de spelling aangegeven en kan ook niet worden voorspeld. Deze uitspraak komt in een klein aantal woorden voor die apart moeten worden geleerd.

Al bij al komt de spelling van de medeklinkers dus slechts gedeeltelijk met de uitspraak overeen, net als bij de klinkers is het weergeven van overlengte meestal niet mogelijk. Verder wordt ook de palatale uitspraak niet in de spelling weergegeven. Het gaat hier om zaken die voor moedertaalsprekers ook zonder zo'n weergave al duidelijk zijn, maar die het leren van de Estische taal voor buitenstaanders wel bemoeilijken.

### Klemtoon
Het Estisch heeft, net als de naaste verwanten, een regelmatige klemtoon op de eerste lettergreep. Leenwoorden zijn vaak uitzonderingen, die behouden de oorspronkelijke klemtoon (zoals dat ook in het Nederlands zo is). Verder trekt het morfeem -anna (om iets vrouwelijk te maken, zoals ons “-in” in “vriendin”) de klemtoon naar achteren: sõber – sõbranna (\sɤ.ˈprɑ.nˑɑ\). Sõber betekent hier vriend, sõbranna vriendin.
De Estische klemtoon wordt gerealiseerd door een lichte nadruk, niet door het langer maken van de lettergreep. Dit is wel wat Nederlanders doen als ze ergens de klemtoon op leggen. In het Estisch, waar de lengte van de klinker betekenisverschil maakt, zou deze “Nederlandse” uitspraak tot verwarring kunnen leiden.

### Kwantiteit
In het Estisch is de zogenoemde kwantiteit van klanken van groot belang, hiermee worden immers betekenisverschillen uitgedrukt. In het Nederlands letten we vooral op de kwaliteit van klanken, een p is bijvoorbeeld stemloos, een b is stemhebbend. De duur van een klank is eigenlijk nooit van belang, ook klinkers die we “lang” noemen (en vaak ook wel iets langer worden aangehouden) hebben in de eerste plaats een afwijkende klank (de a van man en de aa van maan worden echt op een andere manier uitgesproken). In het Estisch is dit dus anders.
In Estische grammatica's worden drie kwantiteiten onderscheiden: kort, lang en overlang. Vanouds kan alleen de beklemtoonde lettergreep deze drie kwantiteiten bezitten, dat is dus meestal de eerste lettergreep; sommige leenwoorden of samenstellingen kunnen van deze regel afwijken. Een korte lettergreep (I) eindigt op een korte klinker, een lange lettergreep (II) eindigt op een lange klinker, een diftong of op een korte medeklinker en een overlange lettergreep (III) eindigt op een overlange klinker, een lange diftong of een lange medeklinker. De drie trappen zien er met voorbeelden zo uit:
- eerste trap (kort): ka-la (“vis”)
- tweede trap (lang): kal-las (“strand”), võõ-ras (“vreemd”)
- derde trap (overlang): laul (“lied”), maa (land), sepp (smid)

Alleen de spelling < pp > geeft de overlengte goed aan, uit < au > en < aa > in resp. laul en maa blijkt niet dat de klinker overlang is. 
Bij de naamwoordelijke verbuiging en de vervoeging van werkwoorden speelt de kwantiteit, en de eventuele verlenging of verkorting daarvan, een rol van betekenis.

## Vormleer
De vormleer van het Estisch wordt door twee processen gekenmerkt:
- Aan de stam van het woord worden morfemen toegevoegd
- De stam van het woord verandert, er zijn twee “gradaties”

Samen zorgen deze processen voor een grote vormenrijkdom, waardoor met één Estisch woord veel nuances kunnen worden uitgedrukt.

### Gradatie
Net als het Fins en een aantal andere verwante talen kent het Estisch het verschijnsel medeklinkergradatie, kortweg gradatie, soms ook naar het Duits als Stufenwechsel beschreven. Het Estische woord is astmevaheldus. Deze gradatie houdt in dat de stam van een woord volgens een voorspelbaar systeem kan worden veranderd in een zwakke dan wel sterke tegenhanger. Deze gradatie is een belangrijk onderdeel van de naamwoordelijke verbuiging en speelt ook een rol bij de vervoeging van werkwoorden. Wie de Estische vormleer wil doorgronden zal zich dus van dit verschijnsel rekenschap moeten geven; een probleem daarbij is dat de gradatie niet altijd uit de spelling blijkt. 
Het Estisch kent een tweevoudige gradatie. Elk woord dat aan dit proces onderhevig is (dat zijn, voor de goede orde, zeker niet alle woorden; ongeveer een derde van de woorden ondergaat gradatieverandering) heeft twee “gradaties” of “trappen”, sterk en zwak. Het verwante Samisch onderscheidt zelfs drie trappen, het Fins kent er net als het Estisch twee. Het tweevoudige systeem is overzichtelijk, een stam is óf sterk, óf zwak; als de nominatief van een naamwoord zwak is, zal de genitief meestal sterk zijn en omgekeerd – voor de taalleerder wordt de verbuiging van het naamwoord dus zeker voorspelbaarder als duidelijk is of de stam sterk of zwak is. De partitief meervoud is altijd sterk.

#### Kwantitatieve en kwalitatieve gradatie
Het verschil tussen beide gradaties wordt duidelijk gemaakt door de lengte van de medeklinker, de lengte van de klinker en in een aantal gevallen door de articulatie, in die gevallen verandert dus echt de klank van de stam. We spreken wel van kwantitatieve gradatie (lengte) en kwalitatieve gradatie (articulatie). Twee voorbeelden:
- Kwantitatief – poiss (jongen, nominatief enkelvoud, sterk) wordt poisi (van de jongen, genitief enkelvoud, zwak)
- Kwalitatief – tuba (kamer, nominatief enkelvoud, sterk) wordt toa (van de kamer, genitief enkelvoud, zwak)

In het eerste voorbeeld staat een lange ss tegenover een korte s, in het tweede voorbeeld verdwijnt de b en verandert de stamklinker. Kwantitatieve gradatie treedt op als de stam lang is, en overlang kan worden, of overlang is, en kort kan worden; bij korte stammen kan er geen kwantitatieve gradatie optreden, maar wel kwalitatieve.
Hieronder volgen meer voorbeelden, gegroepeerd naar de gradatie van de nominatief enkelvoud (sterk of zwak).

#### Voorbeelden
In onderstaande tabel staan een aantal sterke nominatieven, met hun zwakke tegenhanger (genitief enkelvoud).
| verandering        | sterk | zwak  | vertaling |
| ------------------ | ----- | ----- | --------- |
| < pp > wordt < p > | sepp  | sepa  | smid      |
| < p > wordt < b >  | kaup  | kauba | winkel    |
| < k > wordt < g >  | auk   | augu  | gat       |
| < ss > wordt < s > | poiss | poisi | jongen    |
| < ff > wordt < f > | šeff  | šefi  | chef      |
| < šš > wordt < š > | dušš  | duši  | douche    |

Het omgekeerde proces komt ook voor, hier is de nominatief enkelvoud zwak, de genitief enkelvoud sterk. 
| verandering        | zwak  | sterk | vertaling |
| ------------------ | ----- | ----- | --------- |
| < t > wordt < tt > | mõte  | mõtte | gedachte  |
| < d > wordt < t >  | teade | teate | bericht   |

Vergelijkbare gradaties zien we ook bij werkwoorden, waarbij bijvoorbeeld de infinitief en de verbogen vorm tegenover elkaar staan, bv. andna (“geven”, sterk) annan (“ik geef”, zwak). In dit voorbeeld zien we dat de gradatie kwalitatief is: -nd- staat tegenover -nn-, de articulatie verschilt. 

### Morfemen
Hoewel de gradatieverandering een belangrijk onderdeel is van de verbuiging van zelfstandige naamwoorden, staat dit verschijnsel nooit op zichzelf. Als het optreedt, is het in combinatie met morfemen, en als het niet optreedt zijn die morfemen er ook. Morfemen, in de vorm van achtervoegsels, zijn de echte basis van de Estische grammatica; de medeklinkerveranderingen en stamveranderingen die hierboven zijn beschreven zijn oorspronkelijk ook door de aanhechting van morfemen veroorzaakt. 
Het Estisch gebruikt dikwijls morfemen daar waar het Nederlands voorzetsels of bijwoorden gebruikt. De morfemen hebben herkenbare vormen die in beginsel onveranderlijk zijn, zoals typisch voor agglutinerende talen. Hoewel de stam dus verschillende vormen hebben kan door de hierboven beschreven gradatieverandering, zijn de morfemen steeds dezelfde, zodat de informatie eenvoudig en duidelijk kan worden uitgedrukt.

### Naamwoordelijke verbuiging
Estische naamwoorden staan erom bekend veel naamvallen te hebben, maar de meeste van deze naamvallen worden gevormd door onveranderlijke morfemen aan de stam vast te plakken. De meeste naamvallen drukken bovendien concrete betekenissen uit die in het Nederlands door voorzetsels worden uitgedrukt.
Er zijn drie echte grammaticale naamvallen, namelijk de nominatief, de genitief en de partitief. Het onderwerp van de zin staat altijd in de nominatief, het lijdend voorwerp kan door de genitief en de partitief worden uitgedrukt, of aan de nominatief gelijk zijn. De keuze tussen genitief en partitief is bijzonder: de genitief wordt gebruikt als het lijdend voorwerp het resultaat is van een eenmalige handeling, of als die handeling voltooid is; de partitief wordt gebruikt als die handeling nog bezig is, of niet eenmalig is. In een aantal gevallen wordt het lijdend voorwerp met nog een andere naamval uitgedrukt (bijvoorbeeld in vaste combinatie met sommige werkwoorden). 
Bepalingen worden met de achtervoegsels die aan onze voorzetsels doen denken uitgedrukt. Meestal gaat het om plaatsbepalingen, maar ook tijdsbepalingen worden met deze naamvallen uitgedrukt.
Hieronder de verbuiging van de frase “het mooie boek – de mooie boeken”.
| #  | Naamval     | Enkelvoud           | Enkelvoud                         | Meervoud                | Meervoud                          |
| -- | ----------- | ------------------- | --------------------------------- | ----------------------- | --------------------------------- |
|    |             | Estisch voorbeeld   | vertaling                         | Estisch voorbeeld       | vertaling                         |
| 1  | Nominatief  | ilus raamat         | het mooie boek                    | ilusad raamatud         | de mooie boeken                   |
| 2  | Genitief    | ilusa raamatu       | van het mooie boek (+ lijd. vw.)  | ilusate raamatute       | van de mooie boeken (+ lijd. vw.) |
| 3  | Partitief   | ilusat raamatut     | het mooie boek (+ lijd. voorwerp) | ilusaid raamatuid       | de mooie boeken (+ lijd. vw.)     |
| 4  | Illatief    | ilusasse raamatusse | het mooie boek in (richting)      | ilusatesse raamatutesse | de mooie boeken in (richting)     |
| 5  | Inessief    | ilusas raamatus     | in het mooie boek                 | ilusates raamatutes     | in de mooie boeken                |
| 6  | Elatief     | ilusast raamatust   | uit het mooie boek vandaan        | ilusatest raamatutest   | uit de mooie boeken vandaan       |
| 7  | Allatief    | ilusale raamatule   | het mooie boek op (richting)      | ilusatele raamatutele   | de mooie boeken op (richting)     |
| 8  | Adessief    | ilusal raamatul     | op het mooie boek                 | ilusatel raamatutel     | op de mooie boeken                |
| 9  | Ablatief    | ilusalt raamatult   | van het mooie boek af             | ilusatelt raamatutelt   | van de mooie boeken af            |
| 10 | Translatief | ilusaks raamatuks   | (bewerken) tot 'n mooi boek       | ilusateks raamatuteks   | [bewerken] tot mooie boeken       |
| 11 | Terminatief | ilusa raamatuni     | tot aan het mooie boek            | ilusate raamatuteni     | tot aan de mooie boeken           |
| 12 | Essief      | ilusa raamatuna     | zoals een mooi boek               | ilusate raamatutena     | zoals mooie boeken                |
| 13 | Abessief    | ilusa raamatuta     | zonder het mooie boek             | ilusate raamatuteta     | zonder de mooie boeken            |
| 14 | Comitatief  | ilusa raamatuga     | met het mooie boek                | ilusate raamatutega     | met de mooie boeken               |

Enkele opmerkingen:
- De vorm van de genitief wordt meestal als de basisvorm gezien, de klinker die hier aan het eind van het woord staat is in de andere naamvallen deel van de stam. Bij raamat ("boek") is die klinker -u, bij ilus ("mooi") is die klinker -a. Deze genitiefvormen zijn niet voorspelbaar, ze moeten dus apart worden geleerd.
- Het bijvoeglijk naamwoord komt vóór het zelfstandige naamwoord.
- Het bijvoeglijk naamwoord wordt ook verbogen, anders dan in het verwante Hongaars; het krijgt meestal dezelfde uitgangen, maar bij de laatste vier naamvallen blijft dit beperkt tot de meervoudsuitgang alleen.

Merk op dat het Estisch geen lidwoord heeft, en dat men bij het vertalen dus kan kiezen tussen “de/het”, “een” of het weglaten van het lidwoord – wat gepast is blijkt meestal uit de context. 

### Voornaamwoorden
De vorm van de persoonlijke voornaamwoorden is, net als die van gewone naamwoorden, afhankelijk van de gebruikte naamval. Bovendien bestaan er bij deze woorden verkorte vormen (vgl. Nederlands jij vs. je). Het Ests kent geen woordgeslacht, en heeft ook in de derde persoon enkelvoud slechts één vorm, tema, wat zowel hij als zij kan betekenen. 
In onderstaande tabel de verbuiging in de drie “grammaticale” naamvallen (nominatief, genitief, partitief).
| enkelvoud | nominatief | mina / ma | sina / sa | tema / ta   |
| enkelvoud | genitief   | minu / mu | sinu / su | tema / ta   |
| enkelvoud | partitief  | mind      | sind      | teda        |
| meervoud  | nominatief | meie / me | teie / te | nemad / nad |
| meervoud  | genitief   | meie / me | teie / te | nende       |
| meervoud  | partitief  | meid      | teid      | neid        |

Op een vergelijkbare manier wordt het aanwijzend voornaamwoord see (“die/dat”) verbogen (enkelvoud / meervoud):
see / need (nominatief)
selle / nende (genitief)
seda / neid (partitief)
Dit aanwijzend voornaamwoord kan soms worden gebruikt op een manier die aan onze lidwoorden doet denken, ook al kent het Estisch strikt genomen geen lidwoord. In de spreektaal dient dit ter verduidelijking, in de schrijftaal komt het eigenlijk alleen voor in oudere, sterk door het Duits beïnvloede teksten.

### Werkwoordsvervoeging
Voor de vervoeging van Estische werkwoorden geldt grofweg hetzelfde als voor de zelfstandige naamwoorden: de stam kan, volgens voorspelbare trappen (gradaties), worden veranderd, terwijl de morfemen steeds een herkenbare en onveranderlijke vorm hebben en aan deze stam worden vastgeplakt. Het Estische werkwoord wordt gebruikt om tijd en wijs uit te drukken en wordt vervoegd naar persoon en getal.

## Zinsleer
Door het gebruik van naamvallen heeft het Estisch in principe een vrije woordvolgorde, maar in de praktijk overheerst toch de volgorde SVO: onderwerp-persoonsvorm-lijdend voorwerp. Dit is de volgorde die het Nederlands in hoofdzinnen ook heeft. In bijzinnen gebruikt het Nederlands meestal een andere volgorde, het Estisch doet dit liever niet.
In vraagzinnen gebruikt het Estisch soms de Nederlandse volgorde (dus VSO: “Zie je hem?”), maar na vraagwoorden is SVO veel gebruikelijker: Kuidas sinu nimi on?, “Hoe heet je?” (letterlijk “Hoe jouw naam is?”). Vraagzinnen kunnen worden ingeleid door het neutrale vraagwoord kas, vergelijkbaar met het Franse est-ce que: Kas sa oled Tallinast või Tartust?, “Kom je uit Tallinn of uit Tartu?” Ook hier is de volgorde weer SVO, dus na het onvertaalbare kas volgt letterlijk “jij bent Tallin-vandaan of Tartu-vandaan?”. 
De vrije woordvolgorde komt vooral voor in poëtisch taalgebruik, waar de mogelijkheden die de naamvallen bieden ten volle kunnen worden benut.